# Union de défense économique
Pour les articles homonymes, voir UDE.
L'Union de défense économique (UDE) est un parti politique suisse, de droite, basé à Genève, actif entre 1923 et 1932. Durant sa période d'activité, il représente une force politique importante à l'échelle cantonale et en particulier dans les communes urbaines, qui noue des alliances avec tous les partis du centre et de droite.

## Contexte d'émergence et fondation
C'est dans le contexte de la crise économique de 1921, marquée par une importante hausse des prix, et de la crise des finances publiques, qu'apparaît à Genève la Ligue contre l'étatisme et pour la réduction du coût de la vie, dont les membres proviennent de l'aile droite du Parti démocratique (ancêtre du Parti libéral). L'apparition de cette dernière est suivie de la fondation, en 1922 à Berne, de la Ligue suisse contre l’étatisme et pour la liberté commerciale.
En 1923, acteurs politiques et économiques genevois s'inquiètent de la dette de l’État genevois, le service de la dette absorbant à lui tout seul 24% des dépenses publiques. En juillet, les banques refusent le renouvellement des prêts à court terme consentis à l’État, amenant temporairement l’État à cesser tout paiement.
La section genevoise de la ligue, dirigé par Alfred Nicole, crée alors une commission des finances publiques pour rechercher et proposer des solutions. Devant le refus du Conseil d'État de prendre en compte les demandes de cette commission, la section genevoise de la ligue décide le 27 juin 1923 de constituer une liste électorale en vue des élections de novembre 1923. Durant l’été, le nom « Union de défense économique » est choisi et un parti politique est constitué, tandis que le 15 octobre 2023 paraît le premier numéro de son journal Le Citoyen.

## Doctrine et programme
Entre 1923 et 1928, le programme de l'UDE est centré sur la lutte contre « l'étatisme ». À partir de 1928, le budget du canton de Genève étant à l'équilibre, le parti se cherche de nouveaux combats et choisit de lutter contre le socialisme.

### Finances publiques et fiscalité
La priorité de l'UDE est l'assainissement des finances publiques et la réduction de la dette de l’État. Pour ce faire, le parti propose de réduire le nombre de fonctionnaires, de magistrats et de députés, de supprimer les doublons administratifs, et de limiter le nombre de conseillers d’État de sept à cinq. Le parti propose aussi de réduire l'imposition sur le commerce, l'industrie et l'agriculture, de supprimer l'impôt sur l'héritage, de réduire l'imposition des veufs ou veuves, de s'opposer à une fiscalité élevée pour la classe moyenne, de s'opposer à tout nouvel impôt fédéral et de favoriser la constitution d'une épargne par les ouvriers. L'UDE s'oppose aussi aux « abus du protectionnisme ».

### Institutions politiques et citoyenneté
L'UDE est opposée à la centralisation fédérale de nouvelles compétences cantonales, mais favorable à un État fédéral fort. Elle souhaite rendre le vote obligatoire, instaurer le suffrage familial, et restreindre l'éligibilité aux Suisses de naissance ou aux naturalisés nés en Suisse et y ayant séjourné au moins dix ans. Par ailleurs, elle prône la fusion des communes suburbaines de Genève (Eaux-Vives, Plainpalais, Petit-Saconnex et Ville de Genève). Enfin, elle est favorable à la création d'une assurance-vieillesse fondée sur un partenariat avec le privé (l'AVS ne sera créée qu'en 1948).

### Organisation du monde du travail
À partir de 1928, les finances publiques allant mieux, l’UDE ajoute à son programme la mise en place d’une organisation corporatiste du monde professionnel. Cette organisation corporatiste se traduirait par la création d'une chambre professionnelle, d'un conseil professionnel et d'un tribunal professionnel , composés de délégués élus parmi les syndicats ouvriers, les syndicats des techniciens et les syndicats patronaux. Ces trois organes seraient chargés de l'organisation du monde du travail. En outre, l'UDE est favorable à la mise en place : d'allocations familiales (elles n'existent pas à Genève avant 1945), d'une assurance-chômage (généralisée seulement en 1976), d'une assurance-maladie (généralisée en 1996), d'une assurance accident, d'une assurance décès et du sursalaire familial dans le cadre de l’organisation professionnelle corporatiste. Par ailleurs, les représentants du monde professionnel devraient tous être organisés, au niveau fédéral, au sein d'un Conseil économique consultatif qui participerait à coordonner les activités économiques avec les autorités politiques.

### Technocratisme
En matière de gouvernance des affaires publiques, l'UDE souhaite faire davantage appel à des experts.

### Politique sociétale
Le parti souhaite défendre la famille et l'autorité parentale sur l'enfant contre une influence excessive de l'État dans son éducation. Il souhaite en outre appliquer plus strictement la législation sur la divorce, protéger les enfants et adolescents contre « l'immoralité » (notamment les jeux de hasard, certains spectacles, affiches ou livres), et mettre en place des mesures pour lutter contre l'alcoolisme.

## Organisation du parti

### Organes du parti
L'UDE est structurée en cinq organes : le comité directeur, le comité général, l'assemblée générale, le secrétariat et les commissions. Le comité directeur est chargé de la direction du parti. Le comité général comporte les députés de l'UDE et un nombre égal de membres du parti non députés. C'est le comité général qui nomme le comité directeur et siège dans les commissions du parti. L'assemblée générale se compose des membres et des sympathisants.
En 1925 l'UDE tente, avec peu de succès, de fonder une section de jeunesse. Puis en 1927, elle tente avec peu de succès également, de créer des sections communales et de quartier. Le plus grand sponsor du parti est Martin Naef. Dans ses membres, l'UDE n'a pas seulement des personnes physiques, mais aussi des associations professionnelles, telles que l'Union Commerciale Genevoise, l'Union des Associations Patronales Genevoises ou l'Union des Industries en Métallurgie du Canton de Genève.

### Communication du parti
L'UDE possède un journal nommé Le Citoyen. À l'origine, il est lancé pour les élections cantonales de 1923, mais dès le 3 avril 1924 il reparaît sur une base hebdomadaire. Le rédacteur en chef en est Julien Lescaze jusqu'en 1931,, après cette date c'est Max-Marc Thomas qui le remplace. Deux autres journaux temporaires seront lancés par le parti, notamment L'Éclair, dont paraîtront douze numéros avant les élections cantonales de 1927.
En 1930, lors des élections cantonales, l'UDE réalise un film de propagande pour lancer sa campagne électorale et illustrer ses réalisations et la politique qu'elle désire mener dans le futur.

## Résultats électoraux

### Élections fédérales

#### Conseil national
- 1925 : l'UDE présente une liste commune avec le PD et le Parti indépendant chrétien-social (ICS) appelée Entente nationale ; ils obtiennent 4 sièges sur 9[44] et l'UDE Paul Logoz est élu[45], mais pas les deux autres candidats de l'UDE, Martin Naef et Albert Pictet[46].
- 1928 : l’UDE Paul Logoz est réélu[47] ; après sa démission en 1930 il sera remplacé par David Reclavier[45].
- 1931 : en recueillant seulement 5% du vote des électeurs, aucun des candidats présentés par l'UDE n'est élu[48].

#### Conseil des États
- 1925 : participation à une liste commune avec le PD et les ICS[44].
- 1928 : liste commune entre l'UDE, le PD, l'ICS et le Parti radical (PR) ; l’UDE Martin Naef est élu[45].

### Élections cantonales

#### Grand Conseil[49]
- 1923 : 24 députés[50].
- 1927 : 21 députés.
- 1930 : 15 députés[51].

#### Conseil d’État
- 1924 : liste commune avec le PD et l'ICS ; l'UDE Guillaume Pictet, leur candidat commun[52], est élu[44], mais pas les deux autres candidats de l'UDE, Edmond Turrettini et Théodore Aubert[46].
- 1926 : élection complémentaire pour remplacer Guillaume Pictet (décédé en fonction le 4 mars 1926[53]) ; Edmond Turrettini est élu[45].
- 1927 : liste commune avec le PD et l'ICS ; les deux candidats de l’UDE, Martin Naef[54] et Edmond Turretini[55], sont élus[56].
- 1930 : alliance avec le PR et le PD ; les deux candidats de l’UDE, Martin Naef et Edmond Turrettini, sont réélus[57]. Martin Naef démissionne en 1931[45] (pour cause de maladie[58]).
- 1931 : élection complémentaire pour remplacer Alexandre Moriaud (démissionnaire) ; l'UDE présente Albert Picot[42].

### Élections municipales

#### Conseil municipal
- 1927 : dans les communes suburbaines : 19 conseillers[24].
- 1931 : en Ville de Genève : 7 conseillers.

#### Conseil administratif
- 1927 : Genève : John Albaret et Alphonse Ballansat sont élus[59].
- 1927 : Plainpalais : Louis Casaï est élu[24].
- 1931 : Ville de Genève : liste commune de l'UDE, du PR, du PD et de l'ICS ; l’UDE John Albaret[60] est réélu[61].

## Perte d'influence et fusion
En 1931, l'UDE est électoralement affaibli et plusieurs de ses membres partent rejoindre le Parti démocratique. Elle est alors approchée par ce dernier dans le but d'une fusion, soutenue par l'aile gauche de l'UDE, mais le projet échoue. C'est pourquoi, en 1932, elle crée en secret une commission, présidée par William Droin, chargée de négocier, cette fois-ci avec l'Ordre politique national (OPN), un nouveau projet de fusion, soutenu par son aile droite, sous les auspices du journaliste Jean Seitz.
Le 24 juin 1932, l'assemblée générale de l'UDE approuve la fusion avec l'OPN, et, le 28 juin, dissout le parti. C'est ainsi que naît l'Union nationale (U.N.), dont Le Citoyen devient le journal. La première direction de l'U.N., comporte 7 membres de l'UDE, et notamment William Droin, Auguste Dupont-Lachenal, Bernard Naef, Jean Poncet-Adami, ainsi que 7 membres de l'OPN, dont Oltramare, tandis que la première députation élue de l'U.N. en 1933 comporte une majorité d'anciens de l'UDE.
Si le positionnement politique originel de l'U.N., issu de la fusion, est davantage modéré que celui qu'elle adoptera au fil des années suivantes, au sein de l'U.N., les anciens notables de l'UDE, devenus l'aile modérée du parti, y perdront toutefois progressivement de leur influence. Ainsi, dès 1933, la direction de l'U.N. ne compte plus aucun ancien membre de l'UDE, bien que trois d'entre eux disposent encore d'un droit d'assister aux séances avec voix consultative. En avril 1934, les deux derniers anciens leaders de l'UDE, John Albaret et Edmond Turrerrini, finissent par quitter l'U.N..